# 梁菁琳
梁菁琳（英語：Katerina Leung，1994年8月13日—），香港女主持、演員及模特兒，現為香港無綫電視基本藝人合約女藝員，是《2021年度香港小姐競選》參賽者。

## 簡歷
梁菁琳中學就讀於聖保羅男女中學。在雪梨大學獸醫系雙學位一級榮譽畢業，之後做過獸醫。2021年參選2021年度香港小姐競選於12強止步。落選後簽約無綫電視。

## 演出作品

### 電視劇
| 首播     | 劇名        | 角色   |
| 無綫電視 |             |        |
| 2023年   | 寵愛Pet Pet | 顏采兒 |

### 主持節目
| 首播       | 節目名   | 備註     |
| 無綫電視   |          |          |
| 2021年至今 | 東張西望 | 外景主持 |

### 綜藝節目
| 首播     | 節目名               | 備註   |
| 無綫電視 |                      |        |
| 2022年   | 全能司儀選拔大賽2022 | 參賽者 |
| 2023年   | 歡樂滿東華2023       |        |